# Хергенсвајлер
Хергенсвајлер (њем. Hergensweiler) општина је у њемачкој савезној држави Баварска. Једно је од 19 општинских средишта округа Линдау (Бодензе). Према процјени из 2010. у општини је живјело 1.771 становника. Посједује регионалну шифру (AGS) 9776115.

## Географски и демографски подаци
Хергенсвајлер се налази у савезној држави Баварска у округу Линдау (Бодензе). Општина се налази на надморској висини од 520 метара. Површина општине износи 12,1 km². У самом мјесту је, према процјени из 2010. године, живјело 1.771 становника. Просјечна густина становништва износи 147 становника/km².